# Tomapoderopsis testaceimembris
Tomapoderopsis testaceimembris là một loài bọ cánh cứng trong họ Attelabidae. Loài này được Pic mô tả khoa học năm 1928.